# Primera Iglesia Unitaria de Detroit
La Primera Iglesia Unitaria de Detroit estaba ubicada en 2870 Woodward Avenue en Midtown Detroit, Míchigan. Construida entre 1889 y 1890, fue incluido en el Registro Nacional de Lugares Históricos en 1982. Fue destruida por un incendio el 10 de mayo de 2014.

## Historia

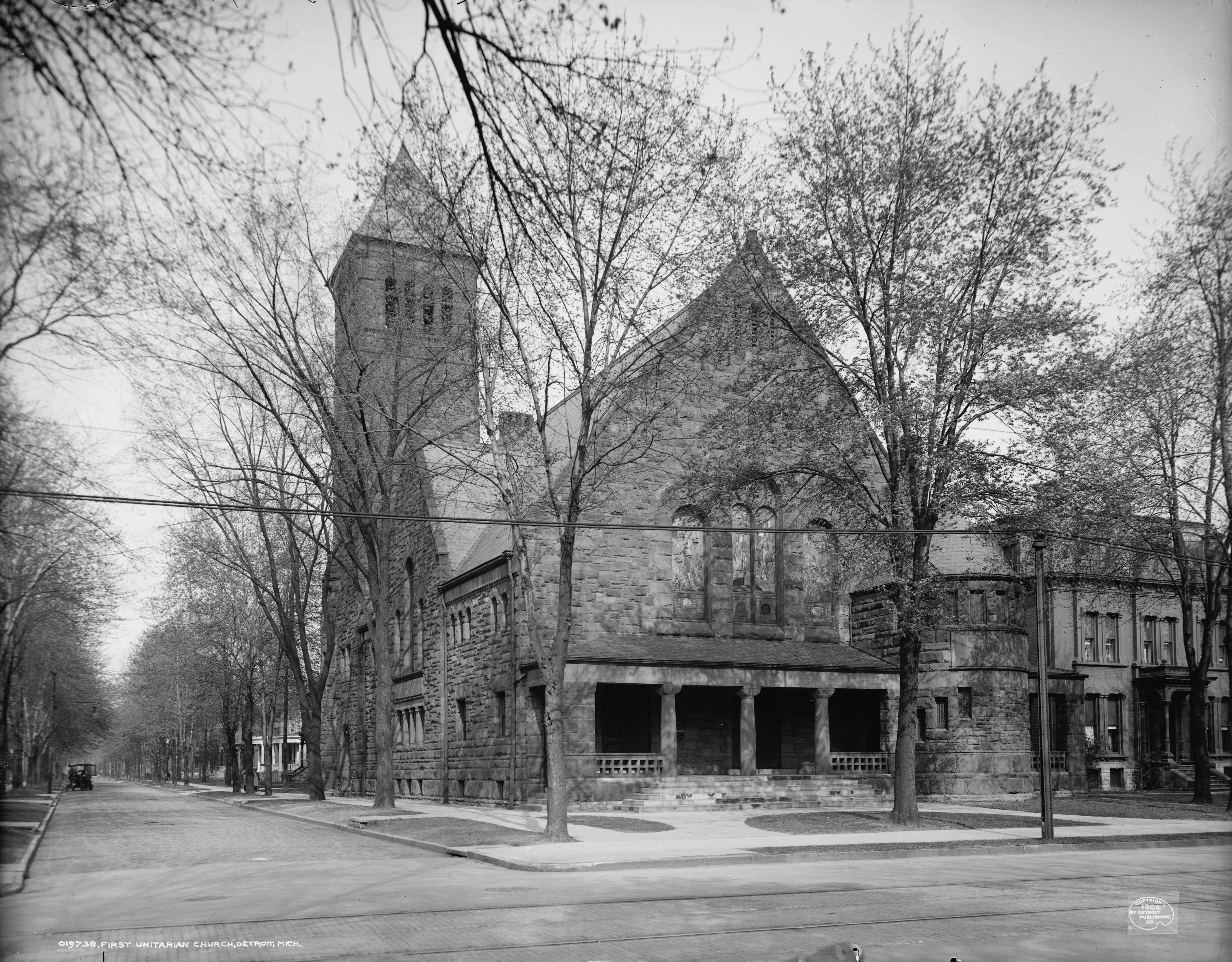
Primera Iglesia Unitaria, c. 1906

La Primera Sociedad Unitaria Congregacional se incorporó el 6 de octubre de 1850. Esta iglesia, la segunda, se dedicó en noviembre de 1890 en el sector de Brush Park. La congregación usó la iglesia hasta 1931, cuando la ampliación de Woodward Avenue requirió una remodelación de la iglesia. En ese momento, adoraban con la Primera Iglesia Universalista de Nuestro Padre, cuyo santuario en Cass Avenue había sido construido en 1916. 
Este arreglo funcionó tan bien que las dos congregaciones se fusionaron en 1934 para formar la Iglesia de Nuestro Padre (Unitaria-Universalista ), que más tarde se convirtió en la Primera Iglesia Unitaria Universalista de Detroit. El primer edificio unitario se vendió en 1937 a la denominación de la Iglesia de Cristo. El edificio pasó por otros propietarios antes de ser finalmente abandonado durante la década de 2000. Estaba vacío y en malas condiciones hasta que fue destruido por un incendio en 2014.

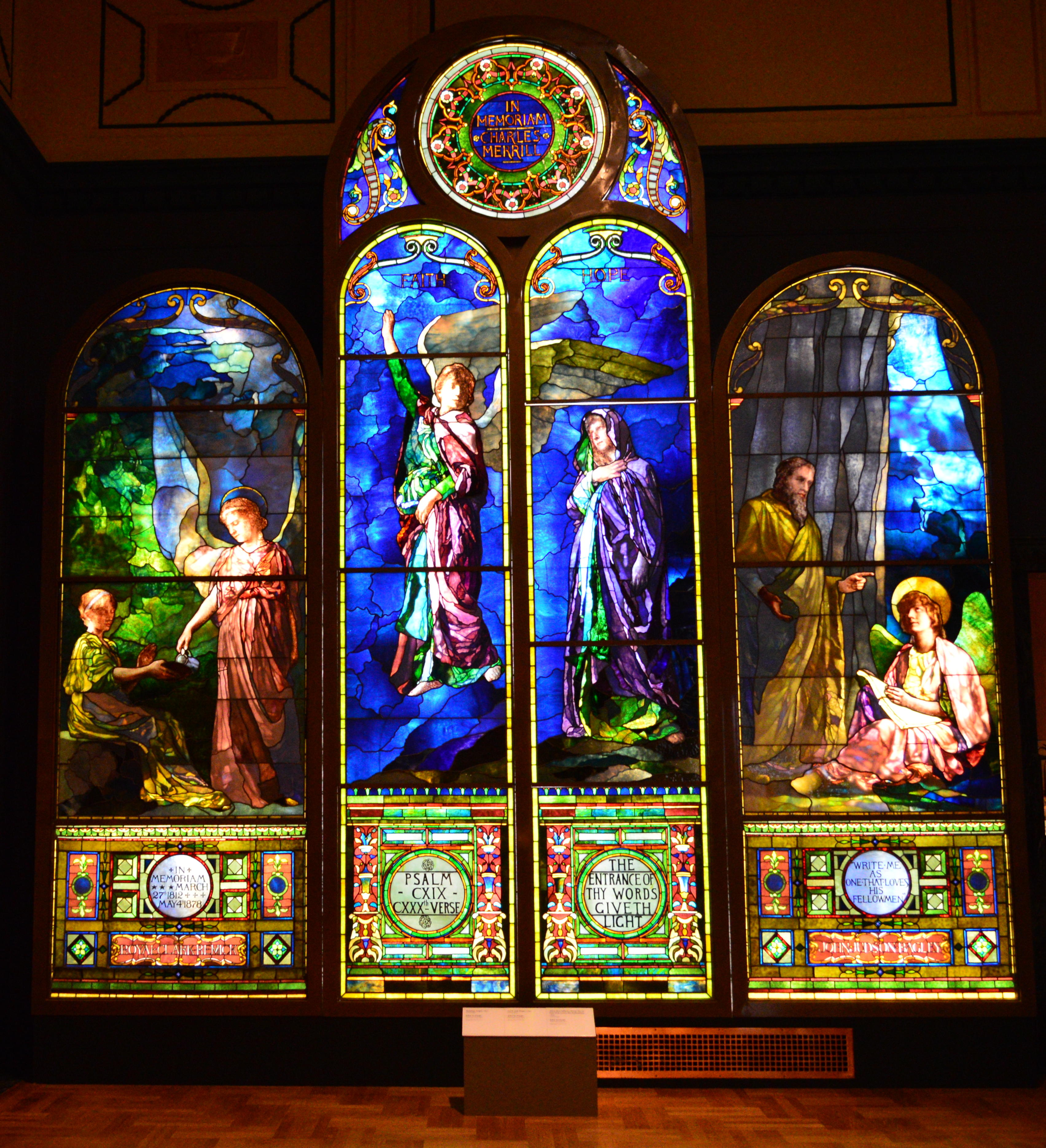
Vitrales de la Primera Iglesia Unitaria, en exhibición en el Instituto de Artes de Detroit.

Diseñada por el estudio de arquitectura de Donaldson y Meier, la Primera Iglesia Unitaria de Detroit fue una iglesia de estilo neorrománico construida con piedra arenisca roja. Después de su remodelación durante la ampliación de Woodward en 1936, permaneció sustancialmente como se construyó. La fachada a dos aguas tenía una gran extensión de mampostería; un simple porche de cuatro bahías con techo de galpón y columnas románicas de piedra que se extienden por el primer piso. En la esquina había un saliente de dos pisos con techo a cuatro aguas y un porche lateral con pilares de piedra que cubrían una entrada lateral.
La mayoría de los vitrales originales de John La Farge que daban a Woodward Avenue sobreviven en la colección del Instituto de Artes de Detroit, que adquirió la obra en 1959.